# Haedropleura
Haedropleura é um gênero de gastrópodes pertencente a família Horaiclavidae.

## Espécies
- †Haedropleura brebioni Landau, Van Dingenen & Ceulemans, 2020
- †Haedropleura bucciniformis (Bellardi, 1847) (sinônimo de Raphitoma bucciniformis Bellardi, 1847)
- †Haedropleura contii (Bellardi, 1877) (sinônimo de Bela contii Bellardi, 1877)
- Haedropleura continua (Melvill, J.C. & R. Standen, 1903)
- Haedropleura flexicosta Monterosato, 1884[3]
- Haedropleura forbesi Locard, 1891[4] (Taxon inquérito)
- †Haedropleura formosa Scarponi, Daniele, Giano Della Bella & Alessandro Ceregato, 2011
- †Haedropleura fratemcontii Ceulemans, Van Dingenen & Landau, 2018
- †Haedropleura gallica Landau, Van Dingenen & Ceulemans, 2020
- Haedropleura hanleyi Locard, 1892 (Taxon inquérito)
- †Haedropleura heptagonalis Cossmann, 1913
- Haedropleura horma W.-M. Feng, 1996
- Haedropleura ima (Bartsch, 1915)[5]
- Haedropleura laeta (Thiele, 1925)
- †Haedropleura ligeriana Landau, Van Dingenen & Ceulemans, 2020
- †Haedropleura maitreja (Koenen, 1872)
- †Haedropleura miocaenica (Boettger, 1902)
- †Haedropleura orientalis Vredenburg, 1923
- †Haedropleura parva Scarponi, Daniele, Giano Della Bella & Alessandro Ceregato, 2011
- Haedropleura pellyi (Smith, 1882)
- Haedropleura pygmaea (Dunker, 1860)[6]
- Haedropleura ryalli Horro, Gori & Rolán, 2010
- Haedropleura secalina (Philippi, 1844)[7]
- Haedropleura septangularis (Montagu, 1803)[8]
- Haedropleura summa Kilburn, 1988[9]

Espécies trazidas para a sinonímia
- Haedropleura beetsi Glibert, 1960: sinônimo de Cytharella beetsi (Glibert, 1960)
- Haedropleura crystallina Boettger, 1906: sinônimo de Nitidiclavus crystallinus (Boettger, 1906)
- Haedropleura dora Thiele, 1925: sinônimo de Haedropleura ima (Bartsch, 1915)
- Haedropleura fukuchiana Yokoyama, 1922: sinônimo de Haedropleura pygmaea (Dunker, 1860)
- Haedropleura maltzani Knudsen, 1952: sinônimo de Anacithara maltzani (Knudsen, 1952)
- Haedropleura melita Dall, 1919: sinônimo de Pyrgocythara melita (Dall, 1919)
- Haedropleura rigida Reeve, 1846: sinônimo de Haedropleura septangularis rigida (Reeve, 1846)
- Haedropleura septangularis albida Monterosato, 1878: sinônimo de Haedropleura septangularis (Montagu, 1803)
- Haedropleura septangularis fulva Monterosato, 1878: sinônimo de Haedropleura septangularis (Montagu, 1803)
- Haedropleura septangularis maculata Monterosato, 1878: sinônimo de Haedropleura septangularis (Montagu, 1803)